# كل شيء حول مصطفى
كل شيء حول مصطفى هو فيلم من نوع إثارة أُصدر في 2004. الفيلم من إنتاج ANS Productions ‏، ومن توزيع وارنر برذرز، وهو من إخراج وسيناريو Çağan Irmak ‏.

## القصة
تقع أحداث الفيلم في تركيا.

## طاقم التمثيل
- نجات إسلر
- Gülhan Şen [الإنجليزية]‏
- فكرت كوشكان
- باشاك كوكلوكايا
- تولجا تكين [الإنجليزية]‏
- يامان تاركان  [لغات أخرى]‏
- Zeynep Eronat [الإنجليزية]‏
- شريف سيزر

## وصلات خارجية
- كل شيء حول مصطفى على موقع IMDb (الإنجليزية)
- كل شيء حول مصطفى على موقع فيلمافينيتي (الإسبانية)
- كل شيء حول مصطفى على موقع قاعدة بيانات الفيلم (الإنجليزية)
- كل شيء حول مصطفى على موقع ليتربوكسد (الإنجليزية)
- كل شيء حول مصطفى على موقع كينوبويسك (الروسية)